# Войнаровские
Войнаровские — польский и украинский дворянский род герба Стремя, позднее состоявший в русском подданстве. Наиболее примечательный представитель — есаул Войска Запорожского Андрей Войнаровский (ум. 1740), племянник гетмана Ивана Мазепы, герой одноимённой поэмы К. Рылеева.
Войнаровские происходят из Краковского воеводства, где Севастиан Войнаровский владел поместьями в 1588 году. В первой половине XVII века Иван Войнаровский переселился в Овручский уезд. От сыновей его, Андрея, брацлавского подстолия, и Петра, ловчего овручского, пошли две линии этого рода, внесенные в VI часть дворянской родословной книги Волынской губернии.
Другая отрасль рода Войнаровских берёт своё начало от Франца Войнаровского, владевшего поместьями в Сандомирском воеводстве в 1683 году. Этот род был внесён в VI часть дворянской родословной книги Волынской и Киевской губерний Российской империи.